# Mesquita de Mihrimah Sultan (Edirnekapı)
A Mesquita de Mihrimah Sultan (em turco:  Mihrimah Sultan Camii) é uma mesquita otomana de Istambul, Turquia. Está situada junto à Porta de Edirne (Edirnekapı) das Muralhas de Constantinopla, no interior destas, no cimo da sexta colina, um dos pontos mais altos da cidade, o que faz dela um dos pontos de referência da cidade.

## História
A mesquita foi desenhada pelo arquiteto imperial otomano Mimar Sinan para a filha favorita do sultão Solimão, o Magnífico, a princesa (sultan) Mihrimah. A construção decorreu entre 1562 e 1565. O complexo onde se insere foi severamente danificado por terramotos em diversas ocasiões, nomeadamente em 1719, 1766, 1814 e 1894, e embora tenham sido feitos esforços no sentido de restaurar a mesquita, os restantes edifícios receberam menos atenção. Em 1894 o minarete caiu sobre a mesquita. Mais recentemente, em 1999, o Terramoto de İzmit provocou estragos na cúpula principal, o que requereu mais restauros, durante os quais foi também restaurada a metade superior do minarete.

## Arquitetura

### Exterior

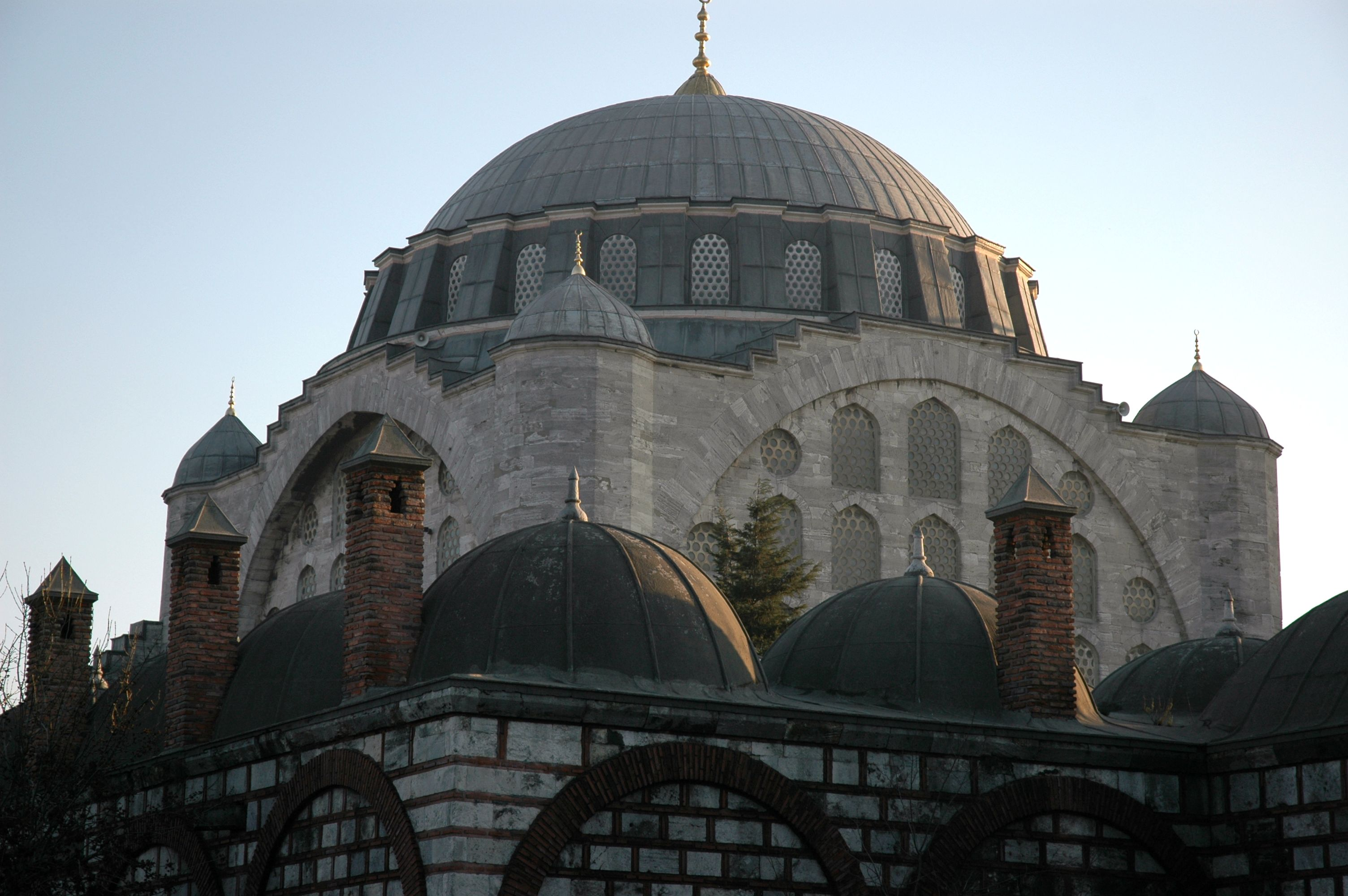
Cúpula

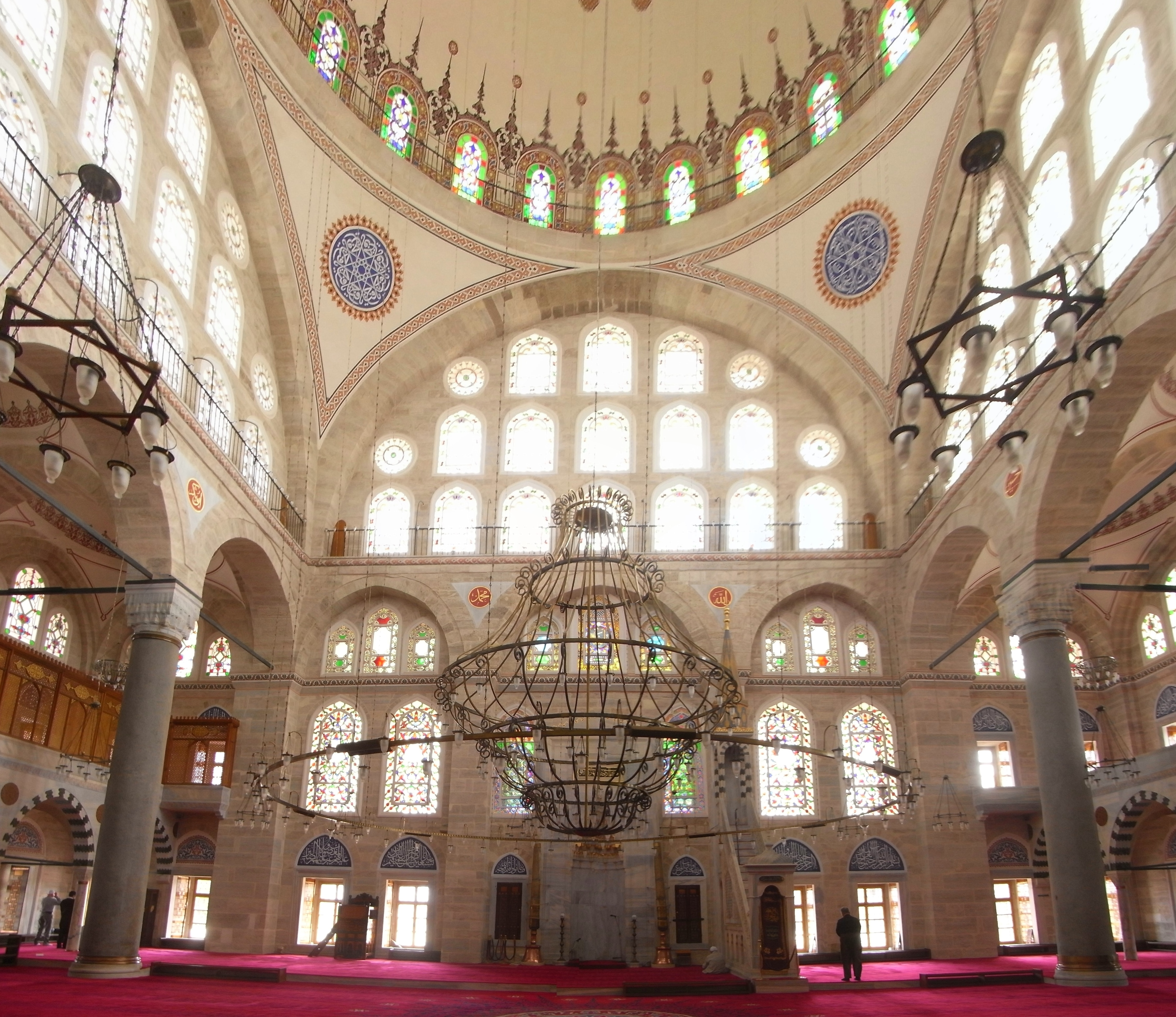
Interior da mesquita

A mesquita foi construída sobre um terraço à beira de uma avenida importante. O pátio (avlu) é amplo e rodeia toda a mesquita; o  pórtico interior do pátio está dividido em celas individuais que formam um madraçal (escola islâmica). No centro do pátio encontra-se uma fonte de abluções (şadırvan). A entrada para a mesquita é faz-se por um imponente alpendre constituído por sete troços com colunas em mármore e granito cobertos com cúpulas.
A mesquita propriamente dita é um cubo coberto por uma semi-esfera, com tímpanos com múltiplas janelas em cada um dos quatro lados. A cúpula é sustentada por quatro torres, uma em cada um dos cantos, e tem janelas em toda a volta da base. O único minarete é alto e esguio.

### Interior
O interior é um cubo com uma cúpula por cima com 20 metros de diâmetro e 37 metros de altura. Nos lados norte e sul, arcadas triplas suportadas por colunas de granito abrem para os lados. Acima destas arcadas existem galerias, cada uma com três troços cobertos por cúpulas. Uma parte considerável das paredes é ocupada por janelas, o que faz da mesquita uma das mais luminosas de entre as que foram construídas por Sinan. Algumas dessas janelas teem vitrais.
A decorações de estêncil são todas modernas. No entanto, o mimbar, esculpido em mármore branco, é da construção original.

### Külliye(complexo)
A mesquita foi construída juntamente com o respetivo külliye, o qual inclui um madraçal, um hamam (balneário público), um türbe (mausoléu) e diversas lojas. As lojas encontram-se debaixo do terraço onde assenta a mesquita e, como era usual, as suas rendas destinavam-se a financiar o complexo.
Contrariamente ao que seria de esperar, o túmulo de Mihrimah Sultan não se encontra no complexo, mas num dos türbes da Mesquita Süleymaniye. O türbe arruinado que se encontra atrás da mesquita contém os túmulos do genro da princesa, o grão-vizir Semiz Ali Paşa e de outros membros da família de Mihrimah.